# Copa Valais de Futebol Feminino
A Copa Valais de Futebol Feminino é uma competição de futebol amistosa organizada pela sociedade Matchworld Football SA. A competição é disputada a cada verão desde a primeira edição, que aconteceu em 2011. Os jogos são disputados principalmente na Suíça.